# Varetz
 Varetz  (en occitano Varès) es una comuna y población de Francia, en la región de Lemosín, departamento de Corrèze, en el distrito de Brive-la-Gaillarde y cantón de Malemort-sur-Corrèze.
Su población en el censo de 2008 era de 2129 habitantes.
Está integrada en la Communauté d'agglomération de Brive.

## Demografía
| 1102 | 1123 | 1278 | 1643 | 1851 | 1917 | 2129 |
| Para los censos de 1962 a 1999 la población legal corresponde a la población sin duplicidades (Fuente: INSEE [Consultar]) |      |      |      |      |      |      |